# 1300 години България
Вижте пояснителната страница за други значения на 1300 години България.
„1300 години България“ са поредица от чествания и събития, организирани в България в 1981 година по повод годишнината от създаването на Първата българска държава.

## Предистория
За първи път споменаването на големия юбилей като събитие, изискващо по-специално отбелязване, се случва на Юлския пленум на БКП от 1968 г. във връзка с решение на Политбюро на ЦК за написване на многотомна история на България. По това време управляващият елит все още е далеч от идеята за грандиозно честване на годишнината. В началото на 70-те години редките споменавания на 1300-годишнината продължават да са преди всичко в контекста на перспективите пред историческата наука, но с напредване на десетилетието това постепенно започва да се променя.
На 3 юни 1976 г., с решение №477 на Секретариата на ЦК на БКП, на Комитет за изкуство и култура е дадена позиция на водеща структура в предстоящата всеобща организационна и ресурсна мобилизация за идеята 1300-годишнината на българската държава да бъде тържествено отбелязана. Малко по-късно се създава и „Държавна работна комисия 1300“, която по-късно става „Национална координационна комисия 1300 години България“, с председател Людмила Живкова, чиято е основната заслуга по замисленото грандиозно честване.

## Подготовка
Идеята на Людмила Живкова е годишнината да не бъде отбелязана с еднократен тържествен акт, а с мащабна културна програма, предлагаща събития през цялата 1981 г. За целта са създадени координационни органи на вътрешно и международно ниво, в които участват близо 2800 души. През 1978 г. комисията представя „Национална програма за развитие и координация на дейностите, свързани с 1300-годишнината от основаването на българската държава“, която старателно описва всички инициативи, които ще бъдат свързани с тържественото отбелязване на годишнината. Според програмата са обособени седем ключови области – „Изкуство и култура“, „Просвета и образование“, „Наука и технически прогрес“, „Икономика“, „Непроизводителна сфера“, „Средства за масова информация“ и „Международна дейност“.
В годините преди 1981 г. са заснети някои от най-известните български исторически филми като „Хан Аспарух“ и „Мера според мера“, организират се най-различни изложби, не само в България а и зад граница. Важно място в организирането на тържествата заема и строителството на величествени паметници, които и до днес остават едни от най-големите и масивни на територията на България. Сред тях е Националният дворец на културата в София заедно с паметника „1300 години България“, паметникът на създателите на българската държава в Шумен, както и този на незнайния войн в София. Еуфорията е повсеместна, като дори се стига до куриозните ситуации, в които ученици са карани да правят утринно бягане от 1300 метра, а в завода за изолирани проводници в Смолян всеки работник е придуман да постигне „1300 лева годишна икономия на материали“.

## Честване
Тържествените събития започват още през 1980 година – по Българската телевизия са представени 80 филма от поредицата „1300 години България“, а изложби на известни творци отварят врати една след друга. Кулминацията на честванията настъпва през 1981 г. През януари започва Панорама на българско кино, през март Обща художествена изложба – преглед на българското изобразително изкуство, през септември във Велико Търново се провежда Национален театрален преглед. Тържествено са открити и по-голяма част от строящите се паметници, а на телевизионните зрители са представени исторически филми, които по-късно се превръщат в непреходни класики. Официални тържества се провеждат под формата на 13 тематични юбилейни дни от 19 април до 20 декември, а на 20 октомври 1981 година се състои и главното честване във все още не напълно завършения Национален дворец на културата, на което Тодор Живков прочита тържествена реч.
Впоследствие честванията са определяни като „грандомански“ от българофобите в България.

## Вижте още
- Създатели на българската държава
- Национален дворец на културата
- 1300 години Българи (композиция)